# Premio Guillaume Apollinaire
El premio Guillaume Apollinaire es un premio literario francés de periodicidad anual que se otorga a un libro de poemas en lengua francesa por su originalidad y modernidad.

## Historia
Fundado en 1941 por el poeta Henri de Lescoet, en homenaje al también poeta Guillaume Apollinaire, es uno de los premios de poesía más importante de Francia, a veces considerado el «Goncourt de la poesía». Ha sido durante mucho tiempo presentado en Drouant, concretamente desde 1975 hasta 2005. En octubre de 2012, la entrega de premios se realizó por primera vez en el hotel Lutetia. El premio incluye la obtención de una cantidad de 1.500 a 3.500€.

## Miembros del jurado
Los miembros del jurado son vitalicios. A lo largo de su historia han formado parte del jurado autores como Charles Dobzynski, que lo presidió hasta 2014, Georges-Emmanuel Clancier, Bernard Mazo, Robert Sabatier y Marc Alyn. Desde 2011, forman parte del mismo :
- Jean-Pierre Siméon (presidente)
- Linda Maria Baros (secretaria)
- Philippe Delaveau
- Tahar Ben Jelloun
- Zéno Bianu
- Guy Goffette
- Jean Portante
- Albane Gellé
- Adeline Baldacchino
- Jean Rouaud
- Patricia Castex-Menier
- Anne Dujin

## Ganadores
El premio fue entregado 9 veces a poetas por todo su trabajo: Paul Gilson, Pierre Seghers, Marcel Béalu, Vincent Monteiro, Luc Estang, Léopold Sédar Senghor, Jean-Claude Renard, Yves Martin, y Claude Roy .
- 1941: Just Calveyrach por Guyane, Îles de Lérins
- 1942: Roger Rabiniaux por Les Faubourgs du ciel, Profils Litt. Fr.
- 1943: Yves Salgues por Le Chant de Nathanael, Profils Litt. Fr.
- 1944 à 1946 : desiertos
- 1947: Hervé Bazin por Jour, Iles de Lérins.
- 1948: Jean L'Anselme por Le Tambour de ville, LEC, éd. Contemporaines, i Rouben Mélik per Passeur d'horizon, Îles de Lérins.
- 1949: desierto
- 1950: Paul Chaulot porD'autres terres, Îles de Lérins.
- 1951: Paul Gilson por toda su obra.
- 1952: Alain Bosquet por Langue morte, .
- 1953: Jean Malrieu por Préface à l'amour, Cahiers du Sud i Armand Lanoux per Colporteur, Éditions Seghers
- 1954: André de Richaud por Le Droit d'asile, Éditions Seghers
- 1956: Robert Sabatier por Les Fêtes solaires, Albin Michel
- 1957: Jacques Baron por Les Quatre temps, Éditions Seghers
- 1957: Gilbert Trolliet por La Colline, Éditions Seghers
- 1958: Jean Rousselot por L'Agrégation du temps, Éditions Seghers
- 1959: Luc Bérimont por L'Herbe à tonnerre, Éditions Seghers, i Pierre Seghers per tote la seva obra
- 1960: Marcel Béalu y Vincent Monteiro por tota la seva obra
- 1961: Jean Breton por Chair et soleil, La Table Ronde
- 1962: Jeanne Kieffer por Cette Sauvage lumière, Gallimard
- 1963: Jean Bancal por Le Chemin des hommes, Silvaire
- 1964: Jean Desmeuzes por Ballade en Sol majeur, Millas-Martin
- 1965: Robert Lorho (Lionel Ray) por Légendaire, Éditions Seghers
- 1966: Catherine Tolstoï por Ce que savait la rose, Éditions Seghers
- 1967: Lorand Gaspar por Le Quatrième état de la matière, Flammarion
- 1968: Luc Estang por toda su obra.
- 1969: Albert Fabre por La Lumière est nommée, Éditions Seghers
- 1970: Pierre Dalle Nogare por Corps imaginaire, Flammarion
- 1971: Gaston Bonheur por Chemin privé, Flammarion
- 1972: Serge Michenaud por Scorpion Orphée, éditions Guy Chambelland
- 1973: Marc Alyn por Infini au-delà, Flammarion
- 1974: Léopold Sédar Senghor por toda du obra.
- 1975: Charles Le Quintrec por Jeunesse de dieu, Albin Michel
- 1976: Bernard Noël por "Treize case du Je", Flammarion
- 1977: Édouard J. Maunick por Ensoleillé vif, Le Cherche midi
- 1978: Jean-Claude Renard por tote la seva obra
- 1979: Jean Laugier por Rituel pour une ode, éditions Caractères
- 1980: Vénus Khoury-Ghata por Les Ombres et leurs cris, Éditions Belfond
- 1981: Gaston Miron por L'Homme rapaillé, Maspéro
- 1982: Jean Orizet por Le Voyageur absent, Éditions Grasset & Fasquelle
- 1983: Pierre Gabriel por La Seconde porte, Rougerie
- 1984: Pierrette Micheloud por Les Mots, la pierre, La Braconnière
- 1985: Jean-Vincent Verdonnet por Ce qui demeure, Rougerie
- 1986: Claude-Michel Cluny por Asymétries, La Différence
- 1987: Yves Broussard por Nourrir le feu, Sud-Poésie
- 1988: James Sacré por Une Fin d'après-midi à Marrakech, André Dimanche
- 1989: Philippe Delaveau por Eucharis, Gallimard.
- 1990: Jacques Gaucheron por Entre mon ombre et la lumière, éditions Messidor
- 1991: Yves Martin por tota la seva obra
- 1992: François de Cornière por Tout cela
- 1993: René Depestre por Anthologie personnelle, Actes Sud.
- 1994: Jean-Pierre Siméon por Le Sentiment du monde, Cheyne éditeur
- 1995: Claude Roy  por toda su obra.
- 1996: Patrice Delbourg por L'Ampleur du désastre, Le Cherche midi
- 1997: Richard Rognet por Lutteur sans triomphe, L'Estocade
- 1998: Anise Koltz por Le Mur du son, Éditions phi, Luxemburgo
- 1999: Claude Mourthé por Dit plus bas, Le Castor astral
- 2000: Alain Jouffroy por C'est aujourd'hui toujours, Gallimard
- 2001: Alain Lance por Temps criblé, Obsidiane/Le temps qu'il fait.
- 2002: Claude Adelen por Soleil en mémoire, Bernard Dumerchez.
- 2003: François Montmaneix per Les Rôles invisibles, Le Cherche midi.
- 2004: Jacques Darras por Vous n'avez pas le vertige, Gallimard/L'Arbalète.
- 2005: Bernard Chambaz por Été, Flammarion.
- 2006: Jean-Baptiste Para por La Faim des ombres, Obsidiane.
- 2007: Linda Maria Baros por La Maison en lames de rasoir, Cheyne éditeur.
- 2008: Alain Borer por Icare & I don't, Éditions du Seuil
- 2009: Jacques Ancet por L'Identité obscure, Lettres Vives
- 2010: Jean-Marie Barnaud por Fragments d'un corps incertain, Cheyne éditeur
- 2011: Jean-Claude Pirotte por Cette âme perdue, Le Castor astral i Autres Séjours, Le Temps qu'il fait
- 2012: Valérie Rouzeau por Vrouz, La Table ronde
- 2013: Frédéric Jacques Temple por Phares, balises & feux brefs, suivi de Périples, Bruno Doucey
- 2014: Askinia Mihaylova por Ciel à perdre, Gallimard.
- 2020: Nimrod por Petit éloge de la lumière nature. [1]
- 2021: André Velter por Séduire l’univers, Gallimard. [2]
- 2022: Denise Desautels por Disparaître. [3]
- 2023: Patrick Laupin por La Mort provisoire. [4]